# Xiphomyces caricis
Xiphomyces caricis är en svampart som beskrevs av Jørst. 1947. Xiphomyces caricis ingår i släktet Xiphomyces, divisionen sporsäcksvampar och riket svampar.   Inga underarter finns listade i Catalogue of Life.